# Pulverimetal·lúrgia
La pulverimetal·lúrgia, també anomenada metal·lúrgia de les pólvores, és l'aglomeració de partícules finament dividides mitjançant pressió i temperatura. És una tècnica per donar forma a materials metàl·lics a partir de components que fonen a molt altes temperatures, que tenen una extremada duresa, per fer aliatges que no es podrien fer amb els mètodes habituals o altres característiques especials que fan que no es pugui aplicar uns processos d'obtenció més tradicionals. Aquest procés consta de tres fases: producció de les pólvores, compressió i sinterització.

## Producció de les pólvores
Per obtenir les pólvores, es necessita pols del mineral desitjat amb alt nivell de puresa. Les característiques de les pólvores determinen les propietats finals del component i repercuteixen en les etapes finals de compactació i sinteritzat. Per tant, tant la qualitat com el cost del producte final provenen del material. També el tractament de les pólvores o el lloc de la seva obtenció marquen si les pólvores són de bona qualitat.
Aquest pols té molta exposició a l'ambient on és degut a l'elevada relació superfície exterior/volum. La majoria de pols metàl·lics tendeixen a reaccionar amb l'oxígen de l'ambient, generant una flama. A més altres, com el magnesi, són explosius. Per tant, s'han de manipular amb precaució i s'han d'emmagatzemar en zones d'ambients controlats.
Les pólvores més comunes són ferro (per aplicacions elèctriques i magnètiques), ferro + carboni + altres elements (per formar acers, incloent els inoxidables), alumini, coure, llautó i bronze (per filtres i coixinets). Es fan materials d'alta duresa mesclant carburs metàl·lics (normalment de tungstè, titani o tàntal) amb cobalt. També s'utilitzen materials ceràmics.
Les propietats d'aquestes pólvores estan molt influenciades per la manera com es fabriquen. Les propietats fonamentals que defineixen el tipus de pólvores són:
- La forma i mida. Com més grans siguin, més porus tindrà el producte final. Per tant, és interessant que el pols sigui el més fi possible per tal de millorar les propietats mecàniques de la peça final. El pols de forma irregular compactarà millor que el de forma esfèrica.
- La variació de mida. Ha de ser mínima per tenir densitat uniforme i una bona compressió.
- La puresa. Interessa un alt nivell de puresa, però per causes econòmiques s'utilitzen pólvores de la puresa més baixa acceptable.
- Densitat aparent (massa per unitat de volum).

Per a obtenir les pólvores hi ha diversos mitjans dividits en mecànics i químics/físics:
Mètodes mecànics
- Polvorització catòdica
- Atomització

Mètodes químics o físics
- Reducció d'òxids
- Condensació
- Electròlisi
- Descomposició tèrmica

## Compressió

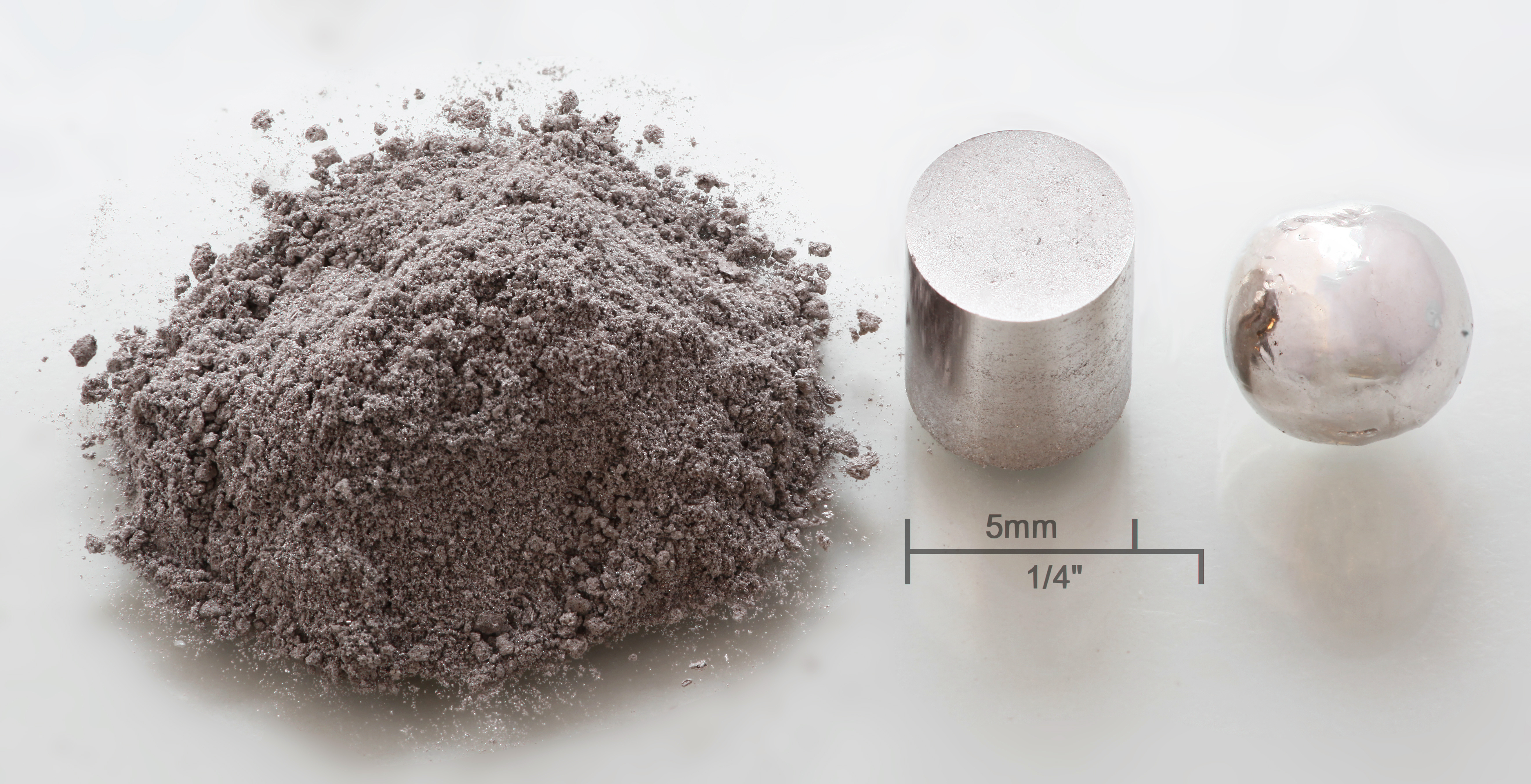
Rodi: en pols, compactat i refos

La compressió té per objectiu conformar la pols metàl·lica en la forma i dimensions desitjades. Durant aquest procés es busquen les característiques necessàries per a la seva manipulació fins a la sinterització. La compressió és realitzada en introduir les pólvores en una motlle de metall molt dur i amb unes premses hidràuliques se'ls aplica una pressió molt alta (entre 150 i 1000MN/m2) que produeix una unió entre els àtoms més superficials, anomenada soldadura en fred:
- La ruptura de la pel·lícula gasosa que envolta les partícules de les pólvores.
- El muntatge facilitat per les irregularitats de les superfícies.
- L'escalfament local provocat per la pressió que es pot traduir en soldadures en calent, en zones concretes.
- La captura de les valències superficials lliure i a les forces de van der Waals.
- Les forces d'atracció interatòmiques que no comencen a mostrar-se actives fins que els àtoms de dues particules diferents es troben a una distància de l'ordre del diàmetre atòmic.

A major pressió de compactació, més densitat té el material (és a dir, queden menys porus). Finalitzada la compressió s'obté una peça “en verd” que encara no té les característiques mecàniques desitjades però que permet extreure la peça del motlle sense problema. Normalment les premses estan en posició vertical, el pols és compactat en la forma del motlle i després extret de la cavitat.
Hi ha dos grans tipus de mecanismes de premsat: compactació per un costat (utilitzat per components plans i fins), compactació pels dos costats (per components més amples). Les premses de doble acció donen millors resultats, ja que hi ha gradients de densitat entre la zona d'acció del punxó i el centre de la peça. Tot i això s'han d'evitar les relacions alçada/ample majors de 3:1 si calen molt baixes variacions de densitat.

Una variant és el premsat isostàtic en fred (Cold Isostatic Pressing, CIP), molt utilitzat per compactar peces ceràmiques. Es realitza tancant hermèticament el pols en motlles elàstics (goma, làtex, PVC) i aplicant una pressió hidroestàtica amb un fluid (aigua o oli). Les peces en verd d'aquest sistema tenen propietats uniformes i isòtropes. La relació alçada/ample que es pot obtenir és més elevada.

Generalment es compacta a temperatura ambient (compactació en fred), però a la compactació en calent s'aconsegueix un augment de densitat de 0,1-0,1g/cm3 amb respecte a l'obtinguda amb la mateixa pressió “en fred”. També s'utilitza en casos de metalls durs que no es compacten satisfactòriament en fred. Aquest mètode té desavantatges, ja que s'ha de dur a terme en una atmosfera protegida i el motlle ha de suportar temperatures de sinterització de 1000 °C o més i pressions de compressió d'aproximadament 800MN/m2. Però d'una altra banda es combinen la compactació i la sinterització en una sola operació.

## Sinterització
La sinterització és el procés final de la pulverimetal·lúrgia. Per aconseguir que el producte obtingut es comporti com una massa compacta el producte s'introdueix en un forn i aquest se sotmet a unes elevades temperatures, inferiors a les de fusió (2/3 o 4/5 de la temperatura necessària per arribar al punt de fusió) durant un llarg període que perfeccionen la unió.

Sinterització de dues partícules metàl·liques

Així adquireix la suficient resistència mecànica. Tot això és realitzat en una atmosfera protectora per evitar l'oxidació, ja que el compactar pot passar, però mai totalment, a estat líquid. El temps que hi està pot oscil·lar entre els 20 minuts i les 2 hores. La velocitat de sinteritzat depèn de la temperatura, energia d'activació, coeficient de difusió i mida de les partícules originals.
Al principi els colls que uneixen les partícules creixen ràpidament però les partícules es mantenen discretes. Després, on la majoria de la densificació succeeix, l'estructura recristalitza i les partícules es difonen entre elles. Finalment els porus aïllats tendeixen a ser esferoïdals i la densificació continua a nivells més baixos.
Les fases que es segueixen són: preescalfament, sinteritzat i refredat.

## Operacions complementàries
- Calibratge: premsat després de la sinterització per millorar les toleràncies dimensionals
- Resinteritzat: es torna a sinteritzar la peça per eliminar esforços i solda les partícules compactades. Això augmenta la resistència mecànica i millora les propietats magnètiques a més de l'estabilitat dimensional.
- Impregnació: s'introdueix oli, cobre o un polímer en els porus d'una peça sinteritzada de porositat controlada (25-30%) després d'haver eliminat l'aire dels porus. D'aquesta manera s'aconsegueixen els coixinets autolubricats.
- Mecanitzat: necessari per obtenir forats de direcció diferent a la del premsat, elements roscats,...
- Tractaments tèrmics: les peces sinteritzades es poden tractar tèrmicament mitjançant la majoria dels processos de tractaments tèrmics: cementació, carbonitruració, temple,... C i N difonen més ràpidament degut a la porositat de les peces.
- Ensamblatge: soldadura, sinter-brazing,...
- Tractaments superficials

## Variants del procés
Per vibració

També hi ha una alternativa a la compressió típica per quan interessa que quedin porus (per exemple en filtres). La mescla de pols s'aboca al motlle i després es fa vibrar per assegurar el seu ompliment. Com no es comprimeix no tenim peça en verd i la peça encara no té cap resistència, per tant s'ha de sinteritzar en el mateix motlle (per tant aquest ha d'aguantar les temperatures de sinteritzat).
Moldejat per injecció del metall (Metal Injection Moulding, MIM) 

Per produir petits i molt complexos components evitant les limitacions de disseny del procés habitual de pulvimetalurgia s'ha ideat un procés on es substitueix la compactació per una injecció. Es mescla pols de metall molt fi (0,5-20μm) amb plàstic. Aquesta mescla pot ser fàcilment injectada en un motlle de qualsevol forma utilitzar una màquina d'injecció de plàstic convencional. El plàstic només s'afegeix per facilitar la injecció, per extreure aquest plàstic s'ha d'escalfar la preforma en un forn. Després la peça en el motlle es porta a una atmosfera controlada on es sinteritzarà normalment. D'aquest procés es fan muntures d'ulleres, peces de rellotges i parts de maquinària tèxtil i perifèrics d'ordinador.
Pols de rodament

Es pot produir metall enrotllat en tires comercialment. El pols de metall en comptes de ser introduït a un motlle, s'aboca de manera contínua a un tren de laminació, que produeix una preforma en forma de tira sense fi. Aquesta tira passa a través d'un forn de sinterització.

## Disseny de la peça
El disseny de la peça ha de tenir en compte el procés amb el qual es fabricarà. La forma de la peça produïda per sinteritzat general ha de permetre la seva extracció dels motlles i s'ha de tenir cura de la maquinària que produeix.

Les peces han de tenir cares verticals, també es permeten els esglaonaments, però requeriran més punxons a la màquina. Els canvis de gruix en les seccions també donen problemes, és preferible fer-los després, mecanitzant. Si la peça és molt ampla (només fins al límit 3:1 de relació alçada/amplada) en la direcció de premsat, se li haurà d'aplicar força pels dos costats per obtenir una densitat del material el més constant possible. S'han d'evitar les osques i perforacions laterals, que es poden fer després per mecanitzat. Els elements roscat tampoc es poden fer directament amb el procés de la pulverimetal·lúrgia. Es poden obtenir xamfrans i arrodoniments als cantons, però els angles molt aguts produeixen problemes de rigidesa als punxons, de fet els cantons afilats també han d'evitar-se. En general s'ha de tenir un gruix de paret mínim d'1,5mm

## Avantatges i inconvenients

### Avantatges
- Toleràncies dimensionals petites (+-0,15mm)
- Mínim mecanitzat posterior
- S'aprofita molt el material
- Dona un nivell controlable de porositat. Es poden fabricar rodaments i filtres.
- Permet obtenir peces difícils de fabricar per altres mètodes
- Permet combinar metals difícilment aleables
- Excel·lent reproducibilitat per grans sèries
- Estalvi de costos: el consum energètic per fabricació de peça és menor que en la fosa
- Elevada reducció de costos per sèries mitjanes i grans

### Inconvenients
- Elevat cost de les matrius i premses
- Elevat cost de les partícules metàl·liques
- Dificultats d'emmagatzematge i manipulació de les partícules metàl·liques
- Limitacions en la forma de les peces: els forats transversals s'han d'obtindre per mecanitzats posteriors
- Poden haver variacions de densitat del material en diferents zones de la peça.

## Aplicacions

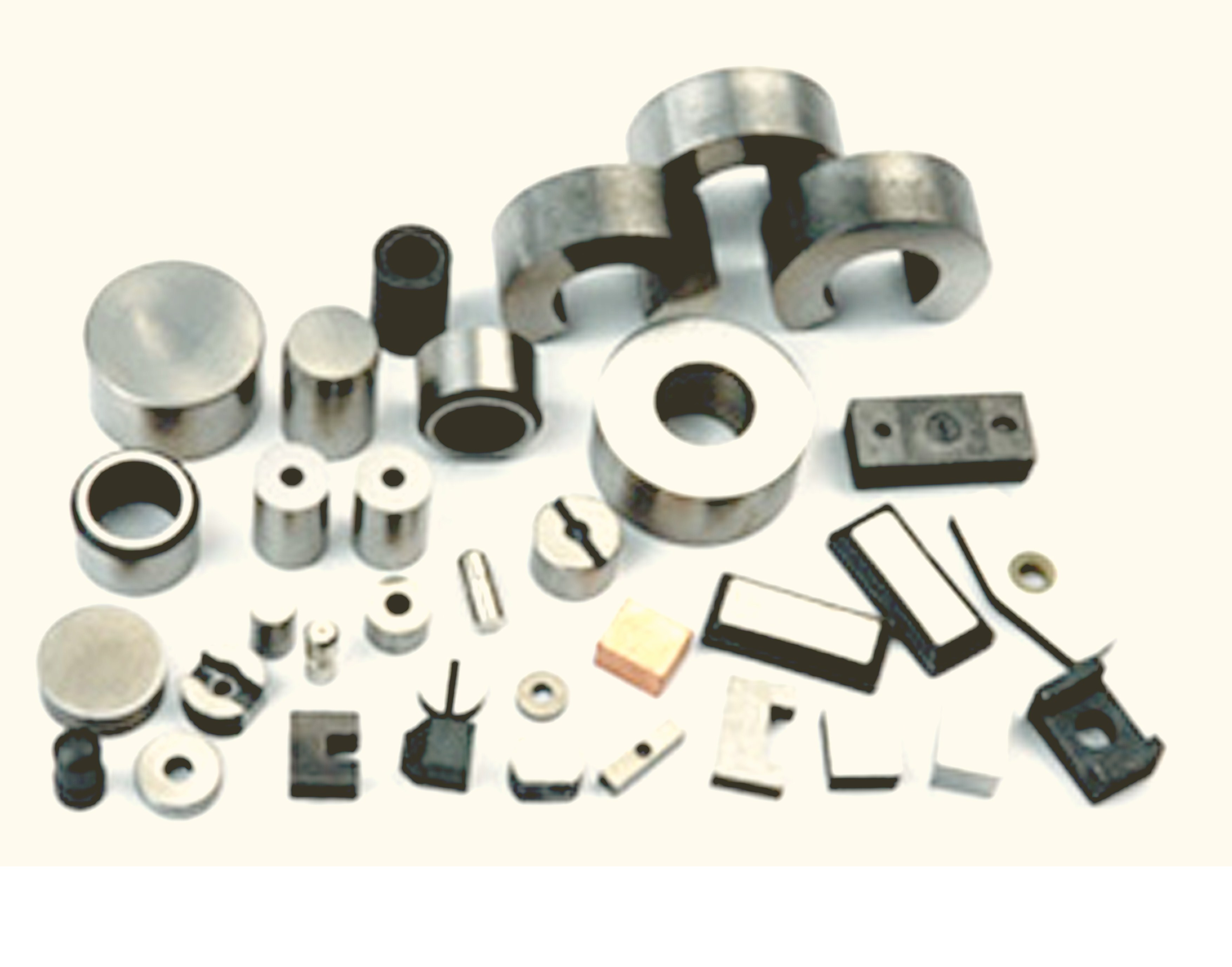
peces fabricades per sinterització

- Fabricació d'objectes amb materials refractaris.
- Fabricació d'objectes amb materials de molta puresa i de composició d'alta precisió.
- Fabricació de peces amb materials difícils d'emmotllar.
- Fabricació de carburs metàl·lics.
- Fabricació de peces metàl·liques poroses per utilitzar com a filtres.
- Fabricació de coixinets autolubrificants.
- Fabricació de termistors.
- Automoció: corretges dentades, alternador i distribuïdor, engranatges bomba d'oli, motor d'arrencada, lleves, bieles,...
- Aeroespacial: motors de turbina de gas, motors de coet fets de cermet (combinacions de metall i ceràmic)